# Zaczernie
Zaczernie est une localité polonaise de la gmina de Trzebownisko, située dans le powiat de Rzeszów en voïvodie des Basses-Carpates.